# Commission Warren

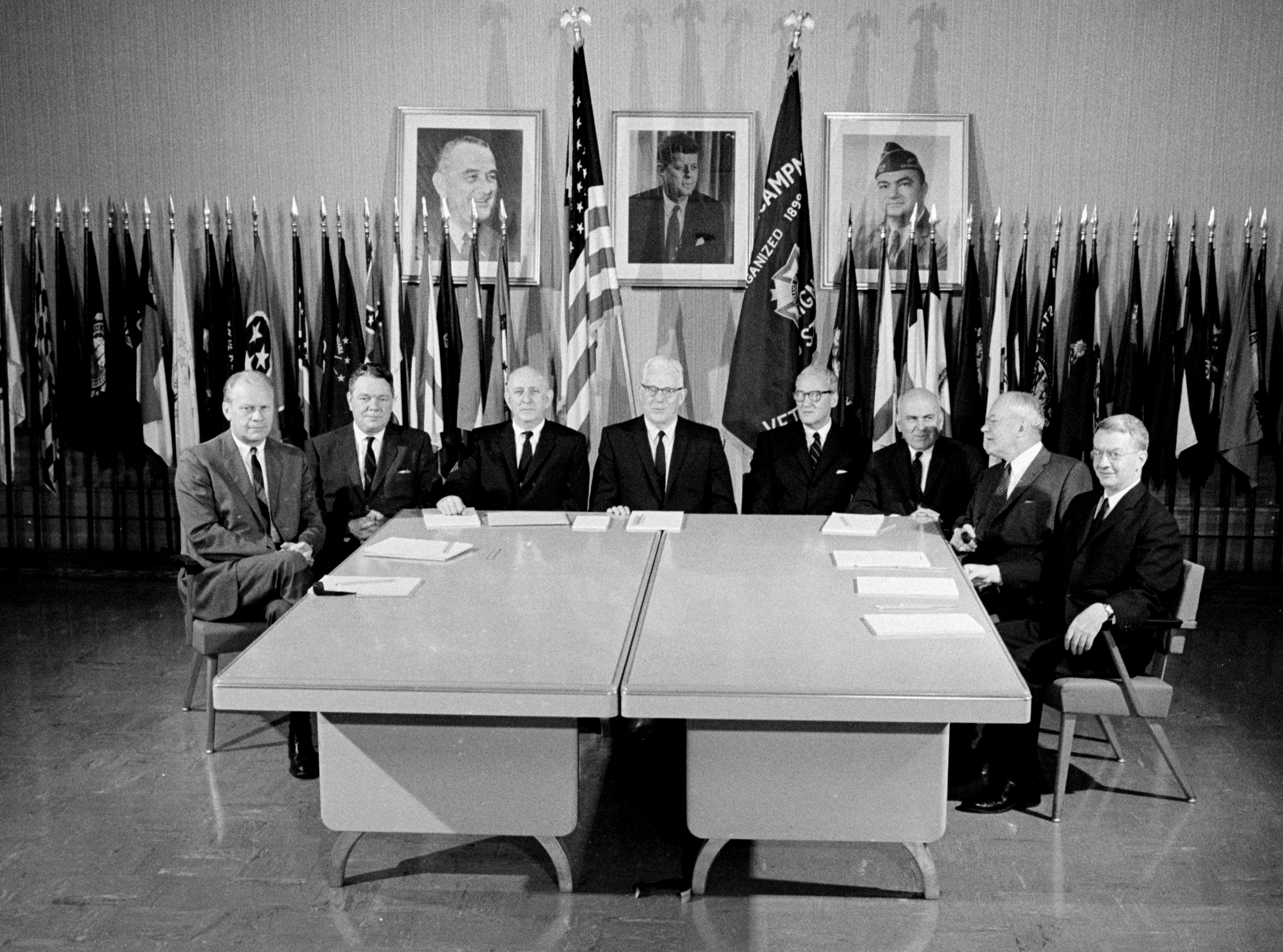
La Commission Warren le 14 août 1964.

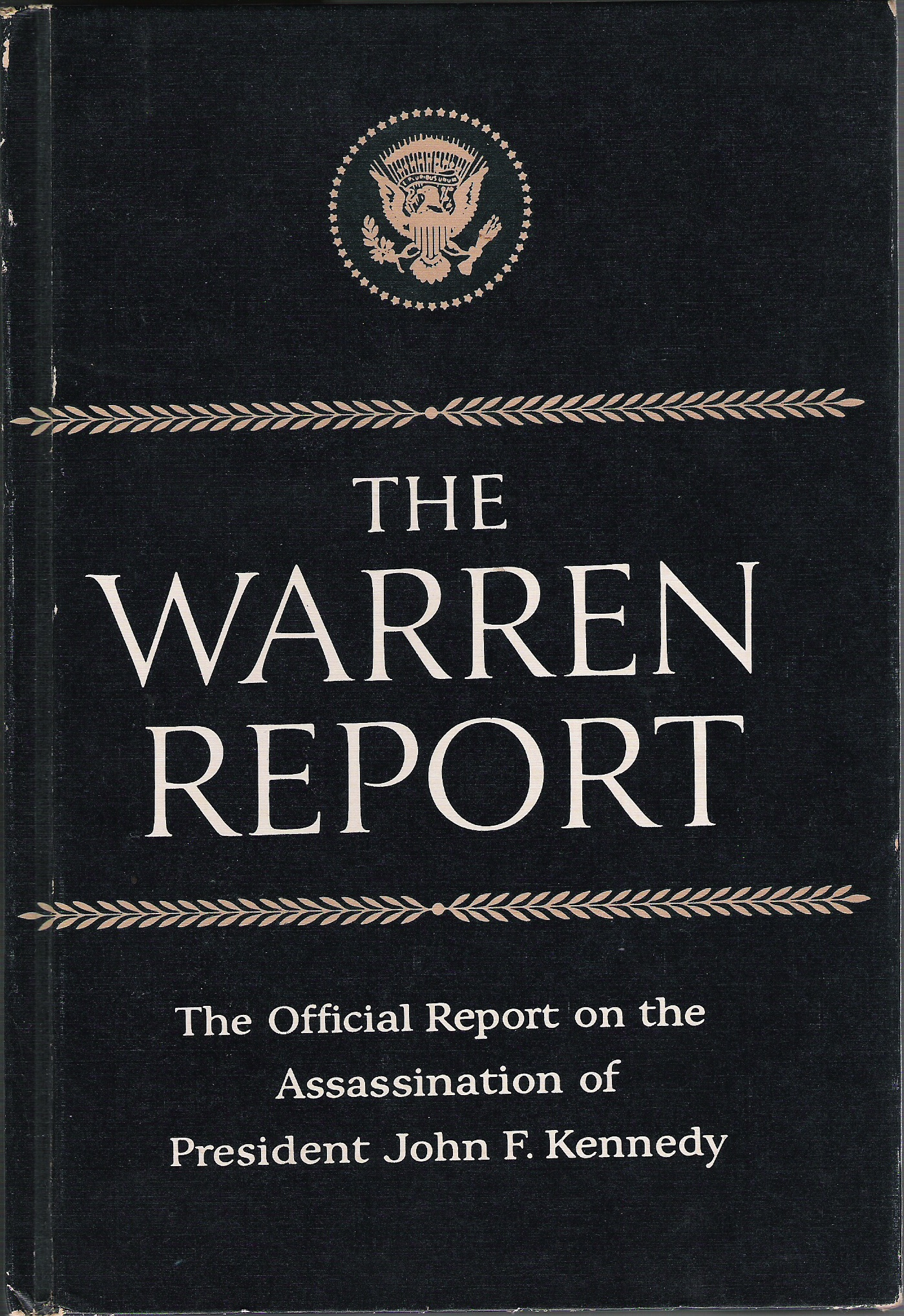
Couverture du livre publié par l'Associated Press du rapport de la commission Warren.

La commission présidentielle sur l'assassinat du président Kennedy, connue sous le nom de commission Warren, est une commission présidentielle américaine créée par un décret du président Lyndon Johnson du 29 novembre 1963 pour enquêter sur les circonstances de l'assassinat du président Kennedy intervenu 7 jours plus tôt, le 22 novembre 1963.
La commission tient son nom officieux de son président, Earl Warren, alors président de la Cour suprême des États-Unis, la plus haute instance juridique des Etats-Unis.
Son rapport final de 888 pages composé de 26 volumes fut présenté au président Johnson le 24 septembre 1964 et fut rendu public trois jours plus tard. Il concluait que Lee Harvey Oswald avait agi seul dans l'assassinat du président Kennedy et les blessures du gouverneur du Texas John Connally. Dès leur publication, les conclusions de ce rapport ont créé de fortes controverses, le travail de la commission fut critiqué point par point par certaines études ultérieures et conforté par d'autres.

## Création de la commission
Après le meurtre de Lee Harvey Oswald, par Jack Ruby, et à la suite des doutes suscités par son assassinat dans les locaux même de la police de Dallas et les errements des autorités texanes (qui considéraient l'affaire pourtant comme close), le doute progresse pourtant au sein de l'opinion publique américaine. Parallèlement, au sein même des institutions politiques américaines, un projet de commission d'enquête menée par le congrès dès le 27 novembre 1963 est déposé par le sénateur Everett Dirksen et le représentant Charles Goodell.
Le nouveau président, Lyndon Johnson, lui-même issu du Texas, État ou avait eu lieu le double assassinat, face aux risques d'une fragilisation de sa présidence et confronté aux résultats obtenus par les autorités texanes, elles-mêmes gravement discréditées et critiquées, décida, après diverses consultations dont notamment celle de J. Edgar Hoover, le directeur du FBI, de créer une commission d'enquête présidentielle par le décret (executive order no 11 130) du 29 novembre 1963. Cet acte permet d'une part d'éviter une enquête indépendante menée par le Congrès et d'autre part de ne pas confier l'affaire à l'attorney general, Robert Kennedy, profondément affecté par l’assassinat, alors même que la compétence fédérale aurait été appliquée en cas de désistement de la part de l'État du Texas au profit des autorités fédérales de Washington.
Le nouveau président choisit de la faire présider par Earl Warren, le chief justice, juriste éminemment respecté et président de la Cour suprême, la plus haute juridiction aux États-Unis. Dans un premier temps, Earl Warren, toutefois refusa de prendre la tête de la commission car il énonçait le principe de droit qu'un membre du pouvoir judiciaire ne pouvait être mis au service du pouvoir exécutif. Ce ne fut que sous la pression du président Lyndon Johnson, qui évoqua les tensions internationales et les risques de guerre résultant du décès de son prédécesseur, que le président de la Cour suprême accepta de présider la commission. Les autres membres de la commission furent choisis parmi les représentants des partis républicains et démocrates, dans les deux chambres (Sénat et Chambre des représentants). S'ajouta le diplomate John J. McCloy, ancien président de la Banque mondiale et l'ancien directeur de la CIA limogé par John F Kennedy en novembre 1961, Allen Dulles à la suite de l'échec retentissant de l'invasion de la Baie des Cochons en avril 1961.

## Membres de la commission

### Commissaires
- Earl Warren, chief justice, président de la commission (1891-1974)
- Richard Russell, Jr., sénateur démocrate de Géorgie, (1897-1971)
- John Sherman Cooper, sénateur républicain du Kentucky (1901-1991)
- Hale Boggs, représentant démocrate de Louisiane (1914-1972)
- Gerald Ford, représentant républicain, élu du Michigan (futur vice-président et président des États-Unis) (1913-2006)
- Allen Dulles, ancien directeur de la CIA (1893-1969)
- John McCloy, ancien président de la Banque mondiale et diplomate (1895-1989).

Commissaires de la commission Warren
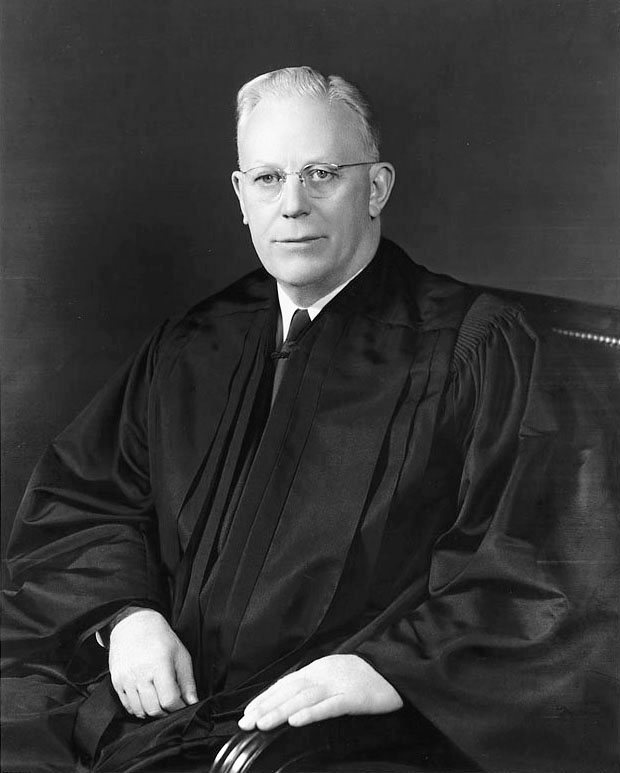
Earl Warren
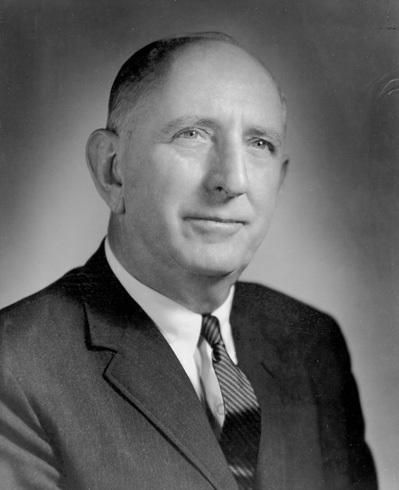
Richard Russell, Jr.
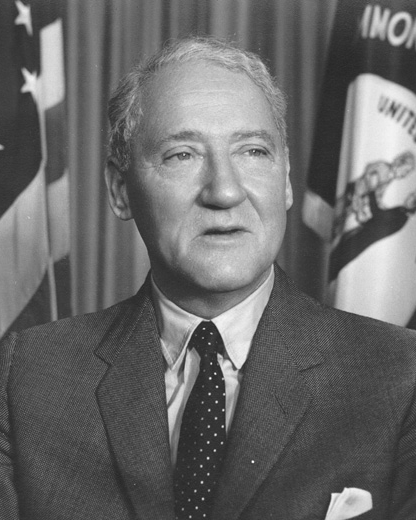
John Sherman Cooper
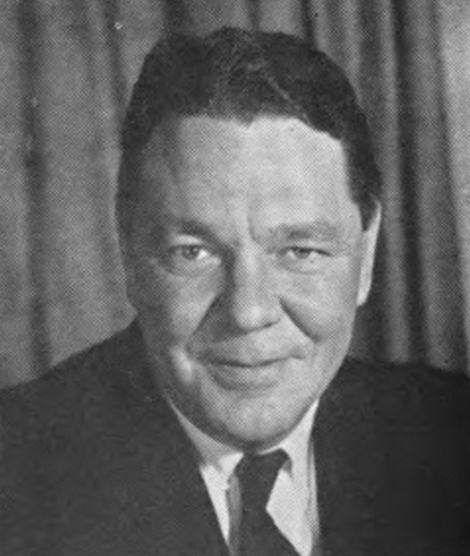
Hale Boggs
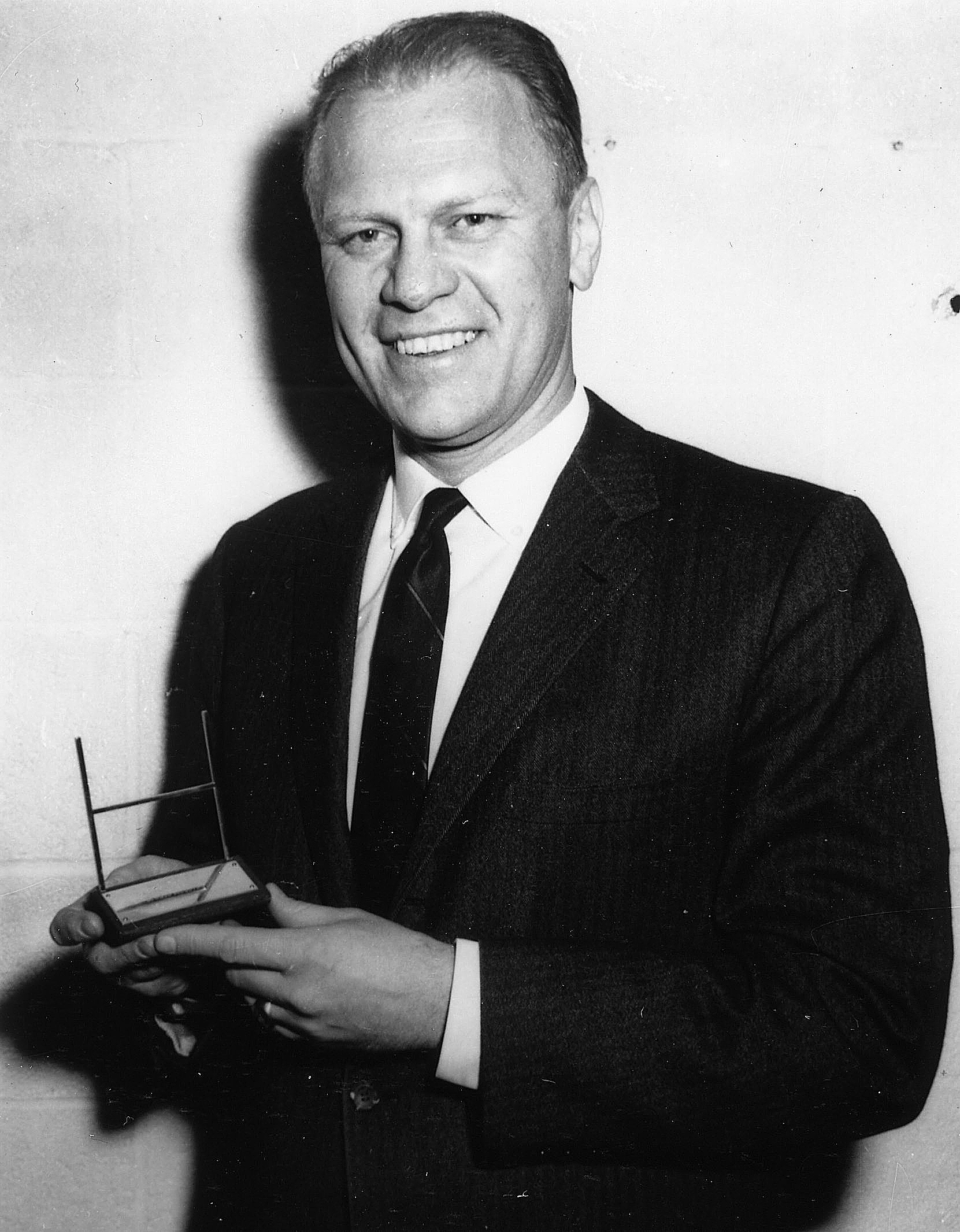
Gerald Ford
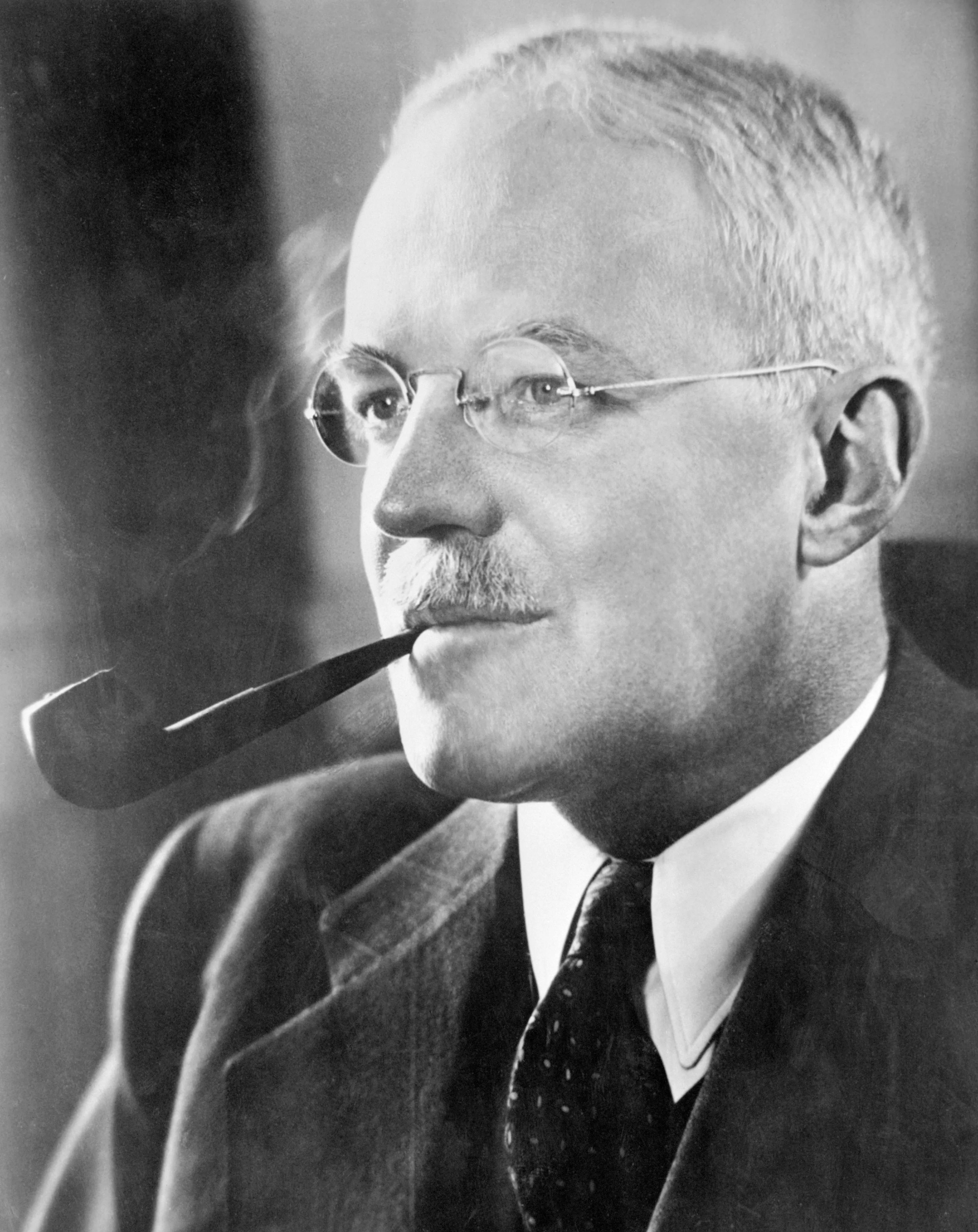
Allen Welsh Dulles
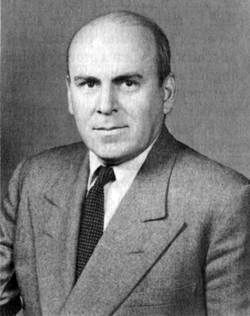
John J. McCloy

### Conseiller général
- J. Lee Rankin (en) (1907-1996)

| Conseillers - Francis William Holbrooke Adams (en) (1904-1990) - Joseph A. Ball (1902-2000) - David W. Belin (en), juriste et auteur de deux ouvrages sur l'assassinat de Kennedy (1928-1999) - William Thaddeus Coleman (1920-2017) - Melvin Aron Eisenberg (en) - Burt W. Griffin - Leon D. Hubert, Jr. - Albert E. Jenner, Jr. (en) (1907-1988) - Wesley Liebeler (en) - Norman Redlich (en) (1925-2011) - W. David Slawson - Arlen Specter, futur sénateur de Pennsylvanie (1930-2012) - Samuel A. Stern - Howard P. Willens (liaison avec le département de la Justice des États-Unis) | Assistants - Philip Barson - Edward A. Conroy - John Hart Ely (en) (1938-2003) - Alfred Goldberg - Murray J. Laulicht - Arthur J. Marmor - Richard M. Mosk (en) (1939-2016) - John J. O'Brien (en) (1919-2001) - Stuart R. Pollak (en) (1937-) - Alfredda Scobey - Charles N. Shaffer, Jr. - Lloyd L. Weinreb (en) (1936-) |

Conseillers de la commission Warren
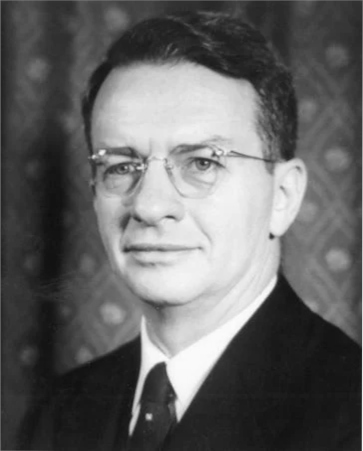
J. Lee Rankin, conseiller général.
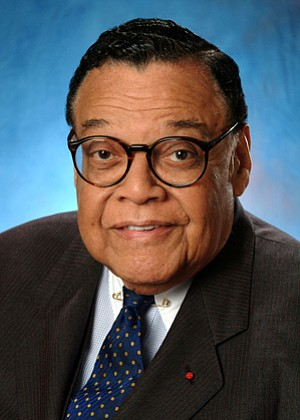
William T. Coleman, Jr.
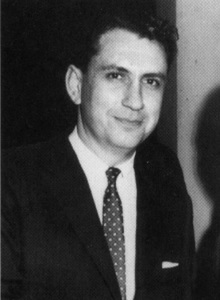
Arlen Specter.

## Organisation de la commission
Dès le démarrage, Earl Warren demandera la plus grande discrétion aux différents membres en invoquant la sécurité nationale. Il leur demandera également de faire le serment de toujours soutenir les conclusions du rapport.
Pendant les 10 mois que dura son enquête, la commission entendit le témoignage de 552 témoins et étudia les rapports de 10 agences fédérales. Les audiences se tenaient à huis clos, sauf lorsque le témoin demandait que celle-ci soit publique (seuls deux témoins émirent ce souhait).
400 personnes travaillaient pour la commission et elle coûta 10 millions de dollars.
Elle remit son rapport le 27 septembre 1964, cinq semaines avant les élections présidentielles. Celui-ci était constitué d'un volume contenant son rapport et ses conclusions flanqué de 26 volumes abritant les témoignages et les pièces à conviction, soit un total de plus de 16 000 pages. Le rapport Warren était cependant dépourvu d'un index ce qui compliquait fortement le travail de lecture. Il en sera doté par le travail de Sylvia Meagher pour le rapport et les 26 volumes de pièces.

## Conclusions de la commission
La commission affirma qu'elle n'avait pu trouver aucun élément de nature à démontrer l'existence d'un complot et conclut que Lee Harvey Oswald est seul responsable de l'assassinat. Pour établir définitivement la culpabilité d'Oswald, la commission Warren s'est basé sur huit preuves qu'elle jugea incontestables :
1. Le fusil de marque Mannlicher-Carcano avec lequel les coups de feu ont été tirés appartient à Oswald et était en sa possession ;
2. Lee Harvey Oswald a apporté le fusil le matin du 22 novembre 1963 au dépôt de livres scolaires (Texas school book depository) ;
3. Lee Harvey Oswald se trouvait à la fenêtre d'où les tirs sur la Lincoln continental présidentielle sont partis ;
4. Lee Harvey Oswald a tué le sergent de police Tippit ;
5. Lee Harvey Oswald s'est opposé à son arrestation en sortant un revolver ;
6. Lee Harvey Oswald a fait des déclarations mensongères à la police ;
7. Lee Harvey Oswald a tenté d'assassiner le général Edwin Walker ;
8. Lee Harvey Oswald avait la capacité physique et mentale de se servir d'un fusil pour abattre le président Kennedy.

La commission ajouta qu'Oswald avait tiré trois balles du cinquième étage du dépôt de livres scolaires, étage où trois étuis de munitions furent retrouvés.
La commission conclut d'autre part que :
- l'ensemble des blessures causées aux occupants de la limousine avait vraisemblablement été causé par deux balles et qu'un tir avait donc totalement manqué la voiture, mais ne put déterminer quel était le tir ; la commission d'enquête du Congrès sur les assassinats de 1979, le House Select Committee on Assassinations ou HSCA, conclut de son côté que deux tireurs et non pas un seul avaient causé les blessures ;
- le premier tir à avoir causé des blessures avait frappé le président dans le haut du dos, était ressorti par sa gorge et avait vraisemblablement causé les blessures du gouverneur John B. Connally. Ce second point est connu sous le nom de théorie de la balle unique (ou théorie de la balle magique par ses détracteurs) et est particulièrement important parce que le délai entre les blessures non fatales du président et celles du gouverneur est insuffisant pour permettre à un tireur de recharger. En effet, d'après un rapport du F.B.I, il faut 2,55 secondes entre chaque tir afin de pouvoir recharger le Carcano, viser et tirer sachant que d'après le film de Zapruder et d'après la commission Warren l'attentat s'était effectué entre 5 et 6 secondes[1].

## Réception du rapport

### Par la presse
Si les grands médias (CBS, le New York Post, etc.) se rangent derrière les conclusions du rapport Warren, au nom de l'intérêt supérieur de la nation et dans la nécessité de faire bloc après le drame, en revanche, de nombreux enquêteurs indépendants, journalistes, historiens, juristes, universitaires dont Thomas Buchanan, Sylvan Fox, Harold Feldman, Richard E. Sprague, Mark Lane, Edward Jay Epstein et en France Léo Sauvage vont émettre des opinions opposées aux conclusions de la commission Warren à partir des mêmes éléments amassés par ses travaux.

### Par le public
L'Institut Harris fit des sondages un peu avant la publication du rapport et un peu après. Ils révèlent que 87% des sondés pensent qu'Oswald a tué le Président alors qu'ils n'étaient que 76% avant la publication ; le nombre de ceux qui croient qu'Osward avait des complices tombe à 31% au lieu de 40% quelques jours plus tôt.

### Les enquêteurs indépendants
L'historien anglais Hugh Trevor-Roper, qui a lu le rapport, malgré l'absence d'index, a écrit : « Il faudra juger le rapport Warren, non pas pour son succès apaisant , mais d'après la valeur de son argumentation. Je dois avouer que dès la première lecture du rapport, il me parut impossible de me joindre à ce cri général de triomphe. J'avais l'impression que le texte présentait de graves défauts. En outre, lorsque l'on sondait les parties faibles, elles apparaissaient encore plus faibles qu'à première vue. ».
Les résultats obtenus par la commission ainsi que ses méthodes ont été durement critiqués dans les années qui suivirent sa parution.
Des chercheurs indépendants notamment le procureur Richard E Sprague, rencontrèrent des témoins directs des événements comme JC Price ou Lee Bowers dont l'interrogatoire par les enquêteurs officiels avait été très limité et partiel. Ce dernier confirma au chercheur indépendant la présence de personnes et de lumière et ou de fumée au sommet de la butte gazonnée ou Grassy Knoll au moment du passage de la limousine.
Dès 1965, soit un an après la publication du rapport, celui ci n'est plus considéré comme crédible et une majorité du public américain estime qu'on lui a menti.

## Les points de contestation du rapport
Parmi les griefs majeurs qui sont reprochés à la commission Warren et qui ont radicalisé les critiques à son encontre, il faut noter : 
- dans son fonctionnement : la non-assiduité des commissaires à l'exception d'Earl Warren, laissant le champ libre aux deux principaux conseillers, J. Lee Rankin (en) (proche du FBI) et Arlen Specter[6],[1].
- Au cours de l'interrogatoire des témoins, les enquêteurs de la commission Warren omirent de questionner à de nombreuses reprises ces derniers sur des points essentiels comme d'une part l'origine des tirs et d'autre part la présence de nuages de fumée après les tirs ou encore la présence de personnes avant et pendant les tirs sur la butte gazonnée face à la limousine présidentielle[1],[6].
- Dans ses conclusions : la mise en opposition de la synthèse du rapport et des pièces constituant les 26 tomes d'annexes entraînant une falsification des faits. Par exemple, la commission Warren a argumenté que les témoins directs de la fusillade, qui se précipitèrent immédiatement en masse vers la butte gazonnée après les coups de feu, fuyaient la zone des tirs. En réalité, les personnes présentes, y compris une dizaine des membres des forces de l'ordre notamment de l'équipe du shérif Decker, qui avait donné l'ordre d'investir la zone, témoignèrent toutes en le sens qu'elles couraient à la recherche d'un ou plusieurs tireurs postés sur la butte gazonnée[6],[1].
- L'absence d'explication relative à la disparition d'un fusil allemand de marque Mauser de calibre 7,65 mm de très haute précision retrouvé dans les locaux du Texas School Book Depository le 22 novembre 1963, fait confirmé par les premières déclarations et rapports de la police de Dallas[1].
- la mise à l'écart, la non-exploration, la non-prise en compte, et le non-signalement par les enquêteurs de la commission dans le compte rendu final de tous les faits et indices qui n'étayaient pas la culpabilité de Lee Harvey Oswald comme les témoignages, y compris des membres des forces de l'ordre, sur la présence de personnes sur la butte gazonnée juste après les tirs, de l'origine de tirs face à la limousine ou encore l'odeur de poudre après les tirs (témoignages du cheminot Lee Bower, du sénateur Ralph Yarborough présent dans le cortège présidentiel à Dallas le 22 novembre 1963 lors des tirs et jamais appelé à témoigner devant la commission, ou de J.C Price), les témoignages du personnel médical du Parkland Hospital décrivant les blessures à la tête du président moins de 10 minutes après les tirs avec une sortie de balle à l'arrière droit du crâne et une entrée de balle à l'avant au cou au niveau du nœud de cravate ou encore la description des blessures du président par son épouse Jackie Kennedy, témoin direct de l'attentat et par son garde du corps personnel Clint Hill qui fut le seul à réagir durant la fusillade[7],[6],[1].
- Il faut noter que les auditions des principaux témoins ont été préparées avec Allen Dulles (ex-directeur historique de la CIA limogé par John Fitzgerald Kennedy en novembre 1961 à la suite de l'échec retentissant du Débarquement de la baie des Cochons à Cuba contre le régime de Fidel Castro en avril 1961)[1].
- la commission Warren a refusé le principe de droit des interrogatoires contradictoires des témoins[1].
- Les personnes désireuses d'assurer la défense posthume de Lee Harvey Oswald n'ont pu ni avoir accès aux pièces du dossier ni participer à sa défense[1] (notamment l'avocat new-yorkais Mark Lane qui avait publié une lettre ouverte à Earl Warren dans le National Guardian le 19 décembre 1963 pour défendre la présomption d'innocence de l'accusé Lee Harvey Oswald, et qui fut contacté par la mère de ce dernier, Marguerite Oswald, pour assurer sa défense). Sa demande reçut l'opposition de J. Lee Rankin, le conseiller principal de la commission. Mark Lane ne fut entendu que comme témoin [1].
- les rapports balistiques menés par le F.B.I et les rapports d’autopsie n'ont fait l'objet d'aucune contre-enquête, ce qui rendit la commission directement dépendante des travaux du F.B.I. La commission Warren, sur décision d'Earl Warren, a refusé d'embaucher ses propres enquêteurs indépendants. Pourtant, elle disposait d'une capacité d'enquête propre grâce à un accès direct aux fonds budgétaires présidentiels d'urgence octroyés par le président Lyndon Johnson lors de sa création, pour mener ses propres investigations[1]. Ainsi la commission Warren ne fut pas informée par le F.B.I de la découverte le lendemain de l'attentat, le 23 novembre 1963, par un étudiant en médecine, William Harper, d'un morceau d'occiput situé à l'arrière gauche par rapport à la position de la limousine présidentielle lors du coup de feu fatal à la tête. Il le fit examiner par le professeur et médecin légiste, le docteur Cairns, qui le mesura et photographia cette pièce avant d'informer le F.B.I, le 25 novembre 1963. Celui-ci reçut l'instruction de ne faire aucune publicité à ce sujet. Ce fut l'attorney général, Robert F Kennedy, qui, informé par un courrier du docteur Cairns transmis à la commission Warren, permit à cette dernière d'interroger le praticien[1].
- Le non-emploi par les membres de la commission Warren des éléments directs de l'autopsie comme les notes, les photos et les radiographies. Elle utilisa uniquement les dessins d'artistes du F.B.I. reproduisant les clichés photographiques.
- La non-exploration de l'ensemble des pistes contraires à la théorie de l'assassin solitaire impliquant d'autres commanditaires[8].
- Elle n'a également pas auditionné le docteur personnel de John Fitzgerald Kennedy, le docteur Georges Bukley, qui était pourtant présent lors de la fusillade dans le convoi des véhicules officiels, puis au Parkland Hospital, à bord d'Air Force One, puis au Naval Bethesda Hospital pendant l'autopsie. Il signa le certificat de décès et prit également livraison du cerveau de John Fitzgerald Kennedy qui est déclaré perdu au sein des Archives nationales. Concernant les conclusions de la commission Warren au sujet des trois tirs, le praticien avait déclaré en 1967 :"Je ne voudrais pas être cité à ce sujet"[9].
- La révélation par Edward Jay Epstein, dans son ouvrage Inquest paru en 1966, que dès le début de l'année 1964, le conseiller en chef J. Lee Rankin avait donné l'issue des résultats des travaux de la commission : la culpabilité d'Oswald, ce dernier ayant agi seul. Avant même la création de la commission, le 25 novembre 1963, et quelques heures après l'assassinat de Lee Harvey Oswald par Jack Ruby dans les locaux de la police de Dallas, Nicolas Katzenbach, procureur général adjoint, avait indiqué dans un mémorandum[10] à destination de Bill Moyers (en) que : « Le public doit être convaincu qu'Oswald était l'assassin ; qu'il n'avait pas de complices encore en liberté ; et cette preuve était telle qu'il aurait été déclaré coupable au procès[11],[12]. » créant de fait une orientation politique des résultats de l'enquête, et ce avant même le démarrage des premières investigations officielles et la connaissance des résultats. Son objectif était de couper court aux spéculations de l'opinion publique soit sur un complot d'origine communiste (thèse de la police de Dallas) soit un complot fomenté par l'extrême-droite pour faire blâmer les communistes (hypothèse défendue par la presse du bloc communiste formé autour de l'URSS)[13].
- La part faible et tardive dans l'enquête et le rapport de la commission Warren (juin-août 1964) de l'élément clé de l'hypothèse du complot : l'assassinat de Lee Harvey Oswald par Jack Ruby dans un commissariat de police le 24 novembre 1963. Cet évènement est pourtant le seul point assuré du dossier et démontre l'implication d'au moins un second personnage dans l'attentat de Dallas. Les caméras du monde entier ont filmé ou photographié ce propriétaire de boîte de nuit, proche de la maffia, tirer à bout portant sur le suspect, alors que personne n'a filmé ni photographié le prévenu tirer deux jours plus tôt sur le Président. La responsabilité du commissariat de police, au moins par négligence criminelle, est également engagée.

Lors de sa sortie en 1964, l'ensemble des dossiers de la commission furent déclarés secrets pour une période de 75 ans (jusqu'en 2039) sur ordre du nouveau président Lyndon B. Johnson pour des raisons de sécurité nationale, alimentant davantage le sentiment de défiance par rapport aux conclusions du rapport qui indiquaient que Lee Harvey Oswald avait agi de manière isolée.
Cette situation fut renforcée par les travaux de la Commission Church en 1975 sur les agissements illégaux des agences fédérales sur le territoire des Etats-Unis puis du HSCA qui parvint officiellement à la conclusion de l'existence d'une conspiration en 1979,.
Depuis lors, cependant, la grande majorité des dossiers de la commission Warren a été rendue publique par le travail de l'ARRB de 1992 à 1998 en vertu du JFK act de 1992, et les dernières pièces les plus récentes l'ont été en 2017, à l'exception de 2  % et des documents pouvant remettre en cause la sécurité nationale d'après les agences de renseignement.
À noter toutefois que les administrations fédérales conservent le droit d'occulter par marqueur toute information considérée comme sensible. De fait, plusieurs milliers de documents déclassifiés et mis à disposition du public sont largement expurgés par des coups de marqueur noir, seule leur en-tête restant lisible .

## Les années 1970: une fragilisation et une remise en cause accrues
Dès les années 1970, trois anciens membres officiels de la commission Warren remirent en cause les travaux de cette dernière,
- Hale Boggs notamment critiqua l'influence de J. Edgar Hoover, le directeur historique du F.B.I de 1924 à 1972, qui avait centralisé l'ensemble des informations issues des agents du F.B.I avant d'en faire la synthèse et la transmettre à la commission Warren. Il militait pour une réouverture du dossier considérant que le directeur du F.B.I avait menti à la commission Warren[8]. Il disparut dans un accident d'avion jamais élucidé en octobre 1972[1].

- Richard Russell, membre de la commission, déclare en 1970 au Washington Post que Kennedy avait été victime d'une conspiration[1], critiquant la conclusion d'absence de complot de la commission et déclarant "qu'on ne nous a pas dit la vérité sur Oswald"[8].

- John Sherman Cooper estimait également les conclusions balistiques comme « non convaincantes »[1]. Russell rejetait également en particulier la théorie de la « balle unique » , formulée par Arlen Specter, et il avait demandé à Earl Warren d'indiquer son désaccord dans une note en bas de page, ce que refusa le président de la commission[6],[14].

De même, en parallèle au début des années 1970, de nombreux scandales et révélations rendues publiques par la presse d'investigation sur le fonctionnement des institutions des États-Unis dont les Pentagons Papers en 1971, le scandale du Watergate en 1972 conduisant à la démission du président Richard Nixon en 1974 pointant les agissements illégaux des agences de renseignements fédérales en 1974 sur le territoire national et enfin la crise morale issue de la guerre du Vietnam achevèrent d'ébranler la confiance des citoyens américains sur le fonctionnement de leur système démocratique dans son ensemble.
Dans ce contexte de crise de confiance et de remise en cause des institutions qui avaient sérieusement enfreint la loi, des commissions sénatoriales pour analyser les agissements illégaux des agences fédérales de renseignements dont le FBI, l'IRS, la NSA et la CIA furent mises en place conduisant par un effet de ricochet à une réouverture de l'enquête sur l'assassinat de John Fitzgerald Kennedy et les conclusions officielles du rapport Warren qui étaient de plus en plus contestées par une majorité de la population,,.
Cette demande de réexamen sur l'assassinat du président Kennedy se manifesta d'autant plus particulièrement après la diffusion publique, pour la première fois sur une chaîne de grande écoute, du film d'Abraham Zapruder le 6 mars 1975, dans l'émission Good Night America, montrant notamment l'étonnant mouvement en arrière du président après le tir à la tête alors que, selon l'enquête de la commission Warren, Lee Harvey Oswald était dans son dos. Le film avait été en effet conservé à l'abri des regards du grand public par le magazine Life dans un coffre-fort et ce magazine n'avait pas publié en 1963 les clichés relatifs à l'impact de la balle mortelle. Il avait été diffusé uniquement en 1969 de manière restreinte au cours du procès intenté contre Clay Shaw par le procureur de la Nouvelle Orléans, Jim Garrison, qui enquêtait sur l'assassinat et qui avait contraint par décision de justice le magazine Time Life à lui fournir l'original. Des copies pirates circulèrent par la suite, renforçant les doutes grandissants de la population. En 1975, 87 % des Américains doutaient de la version officielle,.

## Les révélations de la commission Church (1975-1976)
Créée à l'origine à la suite des révélations d'activités illégales dont notamment celles des écoutes illégales menées par la C.I.A sur le sol des États-Unis et de tentatives d'obstruction du travail de la justice et du FBI au cours du Scandale du Watergate, la commission Church fut formée de 1975 à 1976 pour étudier dans leur ensemble les dysfonctionnements des agences fédérales dont le FBI, l'IRS, la NSA et la CIA.
Elle conduisit également en parallèle un travail d'enquête sur l'assassinat de John F. Kennedy le 22 novembre 1963, interrogeant 50 témoins et accédant à 3 000 documents. Elle se concentra sur les actions menées et le soutien apportés par le FBI et la CIA à la commission Warren et se posa la question de la connexion possible entre les projets d'assassinat de leaders politiques à l'étranger, notamment par rapport à Fidel Castro à Cuba, énorme point de tension internationale dans les années 1960, et celui du 35e président des États-Unis. La commission Church remit en cause les processus d'obtention des informations, blâmant les agences fédérales qui avaient manqué à leurs devoirs et responsabilités et concluant que l'enquête menée sur l'assassinat avait été déficiente.
Le sénateur américain Richard Schweiker indiquait à ce sujet, dans une interview télévisée le 27 juin 1976 : "L'enquête sur l'assassinat de John F. Kennedy a été étouffée avant même qu'elle ne commence", et que "l'erreur fatale de la commission Warren a été de ne pas utiliser ses propres enquêteurs, mais plutôt de s'appuyer sur le personnel de la CIA et du FBI, qui a directement manipulé de hauts responsables du renseignement qui ont dirigé la dissimulation".
Ses conclusions et ses révélations conduisirent à la mise en place du House Select Committee on Assassinations ou HSCA l'année suivante, à la suite d'une demande publique de plus en plus croissante d'un réexamen critique des conclusions du rapport Warren et dans un contexte grandissant de remise en cause des institutions fédérales, de leur fonctionnement et de la politique menée à l'intérieur et à l'extérieur des États-Unis.

## L'enquête sénatoriale du House Select Committee on Assassinations ou HSCA (1976-1979)
En réponse à cette crise de défiance, un comité d'enquête sénatoriale, le HSCA, pour House Select Committee on Assassinations ou HSCA, ou Comité restreint de la Chambre des représentants sur les assassinats, fut mis en place de 1977 à 1979 pour reprendre l'enquête sur les assassinats de John Fitzgerald Kennedy et Martin Luther King, et réexaminer les conclusions officielles mais pas celui de Robert F. Kennedy assassiné en 1968.
Le HSCA conclut par rapport au travail de la commission Warren, et bien que considérant l'intégrité dans lequel avait été effectué son travail qu'elle "n'était pas, à certains égards, une présentation exacte de tous les éléments de preuve dont elle disposait ou un véritable reflet de la portée des travaux de la commission, en particulier sur la question d'une éventuelle conspiration dans l'assassinat",.
Les conclusions du HSCA furent que l'assassinat du président était vraisemblablement le résultat d'une conspiration avec plusieurs tireurs embusqués et qu'un quatrième tir avait été effectué face à la limousine présidentielle mais avait manqué sa cible (toutefois, ces conclusions sur un quatrième tir ont été également critiquées, notamment parce qu'elles reposent essentiellement sur des preuves sonores dont l'interprétation est incertaine).
Le HSCA a également pointé le rôle de la mafia dans l'attentat en raison de Cuba. En effet, la révolution castriste cubaine de 1959 avait fait perdre des millions de dollars à l'organisation criminelle, qui avait tenté vainement de se concilier financièrement les faveurs du leader cubain lors du changement de régime. En 1959, les revenus générés par les activités criminelles s'élevaient à un montant de 100 millions de dollars annuels, soit 900 millions rapportés en 2013. Cependant, l'organisation criminelle n'avait pu empêcher la fermeture des casinos, des lieux de proxénétisme et de trafics de drogue, et des liens étroits s'étaient alors tissés avec la C.I.A pour déstabiliser le régime de Fidel Castro et reprendre pied sur l'île. Ces informations notamment connues de la part de la CIA n'avaient pas été transmises à la commission Warren ni par le FBI durant sa première investigation.
Le HSCA détermina que le changement progressif de politique menée par l'administration de John Fitzgerald Kennedy à l'égard de Cuba, d'abord avec l'échec de l’invasion de la baie des Cochons en avril 1961, puis plus profondément avec la crise des missiles d'octobre 1962, afin d'apaiser durablement les relations avec le régime cubain et d'ouvrir de nouvelles perspectives, contribua à braquer sinon à renforcer, au sein même des nombreux groupes d'opérations paramilitaires, la frange la plus radicale de cubains anti-castristes, d'agents américains du monde du renseignement et des criminels de la mafia qui continuèrent leurs opérations pour renverser le régime de Fidel Castro et ce malgré les demandes d'arrêts formels de la Maison-Blanche.
Le HSCA invita le ministère de la Justice à reprendre les investigations. Ce dernier répondra 8 ans plus tard, en argumentant de l'absence de preuve décisive permettant la réouverture d'une enquête, ce qui équivaut à soutenir le rapport Warren .
Toutefois, pour l'historien Thierry Lentz, le rapport du HSCA efface le rapport Warren, car il est « beaucoup plus sérieux et scientifique », et doit être considéré comme la version officielle.

## À long terme
Les conclusions de la commission Warren sont de manière générale fort critiquées, et si la majorité des citoyens américains pensent qu'Oswald a abattu le président Kennedy, la majorité pense également qu'Oswald faisait partie d'une conspiration et donc ne croit pas la thèse officielle défendue par la commission. En 1976, 81 % des Américains contestaient les conclusions du rapport Warren, 74 % en 1983, 75 % en 1993 et 2003. En 2009, un sondage de CBS indiquait que 74% des personnes interrogées considéraient qu'il y avait eu un camouflage officiel de la part des autorités afin de maintenir le grand public éloigné de la vérité.
Alors que Robert F. Kennedy soutenait publiquement les conclusions de la commission sur l'assassinat de son frère, il la critiquait en privé, estimant que son rapport était « un bricolage mal fichu » (a shoddy piece of craftsmanship), selon les déclarations de son fils Robert F. Kennedy Jr. en 2013.
En outre, en 2013, un rapport secret de la C.I.A écrit par David Robarge d'une vingtaine de pages a été rendu public montrant que la centrale de renseignements n'a pas cherché à transmettre à la commission Warren l'ensemble des informations qu'elle détenait et notamment sur les opérations clandestines contre Cuba impliquant l'action conjuguée des cubains anti-castristes, de la Mafia et de ses agents. Cette attitude, qui avait déjà été révélée par l'enquête de la commission Church de 1976 sur les agissements de la CIA et du FBI pendant les travaux de la commission Warren, s'était également reproduite à nouveau de 1976 à 1979 lors de l'enquête menée par le HSCA,.
En novembre 2013, l'ancien président français Valéry Giscard d'Estaing rapporta des confidences de son homologue Gerald Ford, président des États-Unis d'août 1974 à janvier 1977 et ancien membre de la commission Warren, selon lesquelles la commission était persuadée que ce n'était pas un crime isolé mais bien « quelque chose d'organisé ». Cependant, lui avait précisé Gérald Ford, la commission n'avait pas pu découvrir « par qui ».
Il a également été révélé lors du déclassement de son dossier personnel en août 2008 par le F.B.I que Gerald Ford avait été l'informateur de J. Edgar Hoover au sein de la commission Warren, l'informant par le biais du numéro trois du bureau d'enquête fédéral, Cartha de Loach, des débats internes et des résultats au cours de la progression de l'enquête. J Edgar Hoover avait, en effet, fait disparaître des éléments d'une affaire de fraude fiscale l'impliquant dans les années précédentes. Les informations qu'il transmit indiquaient également que 2 membres de la commission dont le sénateur Russel doutaient que Lee Harvey Oswald ait agi seul en tirant du 6e étage et doutant également des conclusions balistiques,.

## De nos jours
Le 20 janvier 2019, une demande formulée par 60 personnalités afin de rouvrir officiellement les enquêtes sur les assassinats de Malcolm X, Robert Kennedy, Martin Luther King et John Kennedy a été effectuée par le Comité de vérité et de réconciliation dont font partie Robert Blakey (enquêteur en chef du HSCA), les enfants de Robert Kennedy, le cinéaste et réalisateur Oliver Stone, Daniel Ellsberg (le lanceur d'alerte sur les Pentagon Papers en 1971), ou encore le docteur Robert McClelland, l'un des chirurgiens du Parkland Memorial Hospital de Dallas intervenu sur JFK le 22 novembre 1963.

## Dans la culture
- Dans le film I… comme Icare (1979) d'Henri Verneuil, la commission Heiniger est inspirée par la commission Warren. Un membre de cette commission fictive, le procureur Volney (incarné par Yves Montand), refuse de signer le rapport final, et doit donc reprendre l'enquête à zéro : il n'est pas extérieur à la commission d'enquête comme l'était Jim Garrison.
- Douze ans plus tard, dans JFK d'Oliver Stone, c'est ironiquement Jim Garrison qui joue le rôle d'Earl Warren, alors que son propre rôle est joué par Kevin Costner.
- La notion de rapport officiel, ou vérité officielle comme déterminée par la commission Warren, est également évoquée dans le film Shooter Tireur d'Élite de 2007 ou un Boob Lee Swager, un ancien tireur d'élite des marines est accusé à tort du meurtre d'un officiel orchestré par les hautes sphères gouvernementales américaines.
- Dans la bande dessinée XIII, un certain Warren Glass se charge d'enquêter sur le héros XIII et l'attentat du président Sheridan, mort dans des circonstances proches de celles de Kennedy.